# Skogskyrkogård

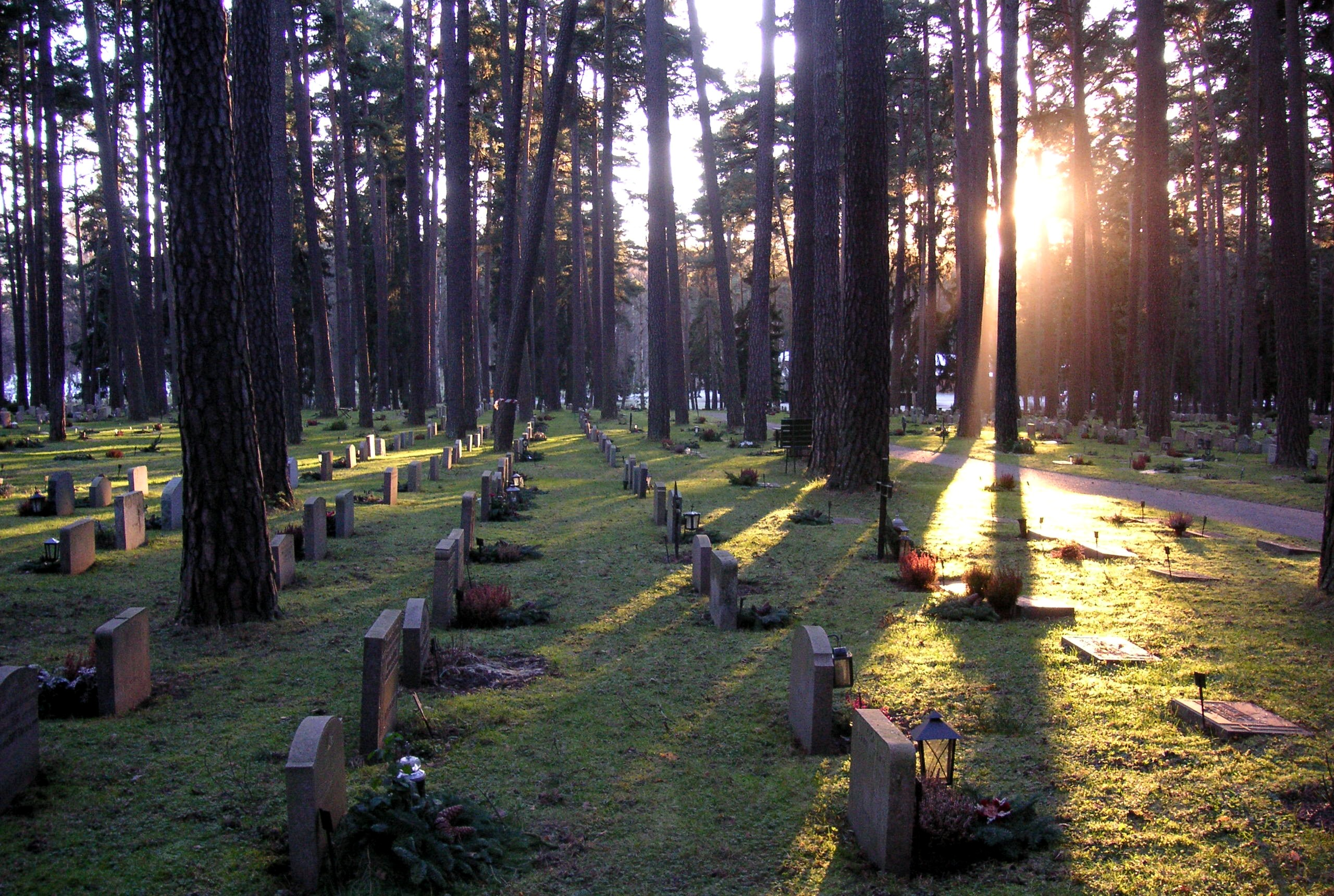
Gravar på Skogskyrkogården i Stockholm.

En skogskyrkogård är en kyrkogård eller begravningsplats där platsens ursprungliga landskap inklusive redan befintliga träd givits stort inflytande på begravningsplatsens utformning, och där gravarna ofta placeras in mellan träden i en gles skogsmiljö. Ofta planeras en skogskyrkogård så att landskapsarkitekturen får företräde framför byggnaderna, såsom begravningskapell. Bland kända arkitektritade skogskyrkogårdar finns Waldfriedhof i München som invigdes 1907. Det finns flera tyska begravningsplatser med samma namn, men denna anses ofta vara den första skogskyrkogården. Skogskyrkogården i Gamla Enskede i södra Stockholm är förklarat för världsarv av FN.
I nordligaste Sverige finns även ett flertal mindre skogskyrkogårdar, planerade långt före förra sekelskiftets intresse för sådana. Ett exempel är skogskyrkogården i Karesuando i Kiruna kommun, där gravarna placerats in mellan träden.
Även i Nordamerika finns ett flertal skogskyrkogårdar, flera av dem med uttalat ekologisk inriktning. 